# شاكيرا دونكان
شاكيرا دونكان (بالإنجليزية: Shakira Duncan)‏ (10 يناير 1989 بجامايكا - ) هي لاعبة كرة قدم جامايكية في مركز الهجوم. شاركت مع منتخب جامايكا الوطني لكرة القدم للسيدات.

## وصلات خارجية
- شاكيرا دونكان على موقع قاعدة بيانات كرة القدم.إي يو (الإنجليزية)
- شاكيرا دونكان على موقع Soccerway.com (الإنجليزية)